# Oannes

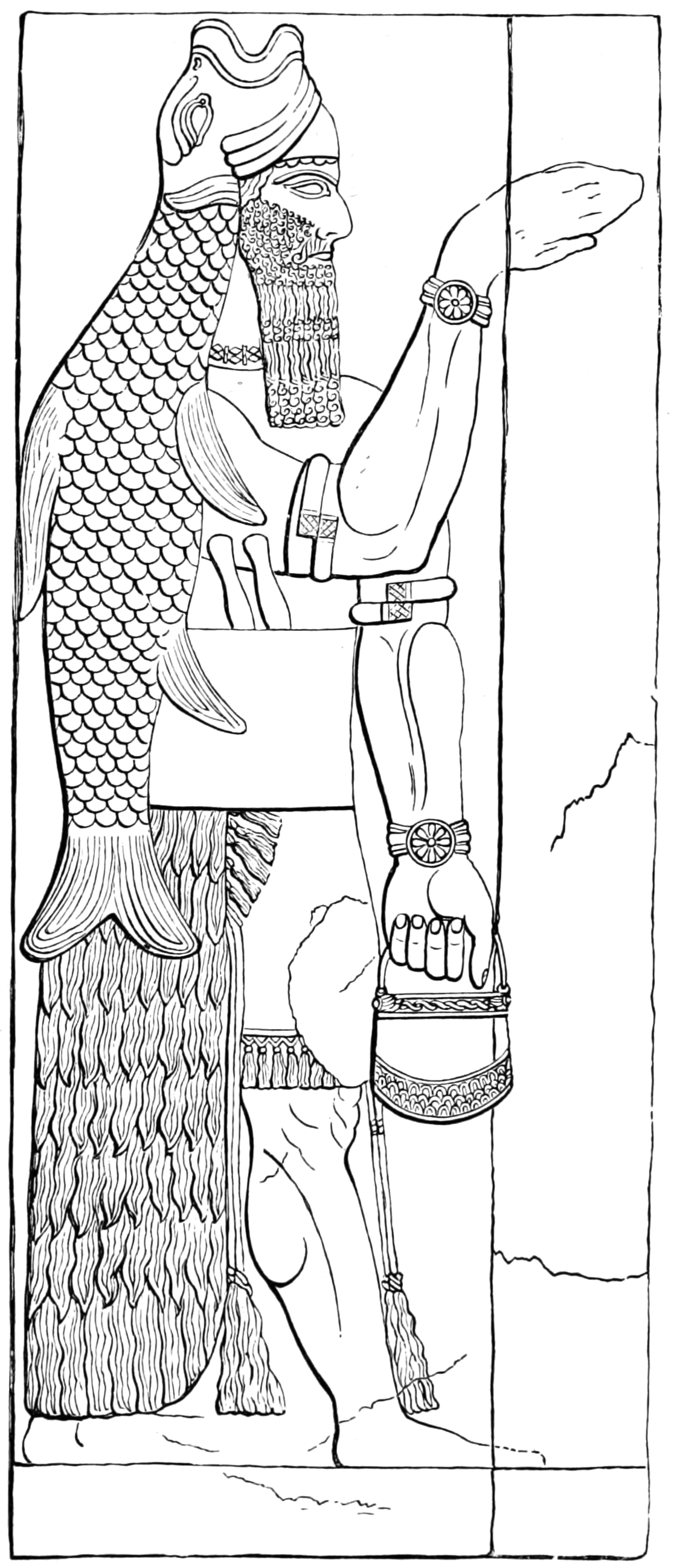
Incisione del 1876 basata su un rilievo scultoreo di Nimrud.

Un Oannes, nella mitologia sumera, è un essere umano con mani e piedi palmati, considerato uno dei sette saggi apkallu. 
Secondo il mito raccontato da Berosso nel suo  "Storia di Babilonia" (Βαβυλωνιακὰ), sarebbe stato colui che avrebbe insegnato agli uomini la civiltà, le scienze, le lettere e le arti prima del diluvio universale. 
Era un uomo con particolari attitudini acquatiche. Egli era munito di branchie, ma poteva respirare anche all'aria con i polmoni, i piedi erano palmati come le mani ed il suo ambiente naturale era l'acqua.
Trascorreva la notte in mare, dato che ogni sera vi si immergeva.
La sua natura era anfibia e proveniva dal mare di Eritrea.